# Tipula bitribula
Tipula bitribula är en tvåvingeart som beskrevs av Alexander 1967. Tipula bitribula ingår i släktet Tipula och familjen storharkrankar.
Artens utbredningsområde är Peru. Inga underarter finns listade i Catalogue of Life.